# EM i håndbold 1994 (mænd)
Europamesterskabet i håndbold for herrer i 1994 var det første EM i håndbold for mænd arrangeret af EHF, og slutrunden med 12 hold blev afholdt i Portugal i perioden 3. – 12. juni 1994.
I alt deltog 35 hold i det første europamesterskab. De 34 af dem spillede i kvalifikationen om 11 ledige pladser ved slutrunden, hvortil værtslandet Portugal var automatisk kvalificeret. De 12 lande i slutrunden spillede først en indledende runde med 2 grupper á 6 hold. De to bedste hold fra hver gruppe gik videre til semifinalerne, mens de øvrige hold spillede placeringskampe.
Sverige vandt europamesterskabet ved sikkert at slå Rusland i finalen med 34-21. Bronzemedaljerne gik til den nye nation Kroatien, der vandt over Danmark i bronzekampen.

## Slutrunde

### Format
Slutrunden havde deltagelse af tolv landshold. Holdene var blevet inddelt i to grupper med seks hold, der spillede alle-mod-alle. De to bedste hold fra hver gruppe gik videre til semifinalerne. De to treere gik videre til placeringskampen om 5.-pladsen, mens de to firere gik videre til kampen om 7.-pladsen. Holdene, der sluttede på 5.-pladsen i grupperne, spillede om 9.-pladsen, mens placeringerne 11-12 blev afgjort i en kamp mellem de to hold, der sluttede på sidstepladserne i de to grupper.
Gruppe A blev spillet i Lissabon-forstaden Almada, mens gruppe B spillede i Porto.

### Indledende runde
| Dato | Kamp                    | Res.  |
| ---- | ----------------------- | ----- |
| 3.6. | Rusland - Rumænien      | 27-20 |
| 3.6. | Frankrig - Kroatien     | 27-25 |
| 3.6. | Tyskland - Hviderusland | 23-24 |
| 4.6. | Rumænien - Frankrig     | 27-26 |
| 4.6. | Hviderusland - Rusland  | 23-31 |
| 4.6. | Kroatien - Tyskland     | 24-22 |
| 5.6. | Rusland - Kroatien      | 21-18 |
| 5.6. | Frankrig - Tyskland     | 21-21 |
| 5.6. | Rumænien - Hviderusland | 24-33 |
| 7.6. | Frankrig - Hviderusland | 32-29 |
| 7.6. | Tyskland - Rusland      | 16-25 |
| 7.6. | Kroatien - Rumænien     | 24-23 |
| 8.6. | Hviderusland - Kroatien | 21-29 |
| 8.6. | Tyskland - Rumænien     | 25-19 |
| 8.6. | Rusland - Frankrig      | 18-17 |

| Gruppe A     | Kampe | Mål     | Point |
| ------------ | ----- | ------- | ----- |
| Rusland      | 5     | 122-094 | 10    |
| Kroatien     | 5     | 120-114 | 6     |
| Frankrig     | 5     | 123-120 | 5     |
| Hviderusland | 5     | 130-139 | 4     |
| Tyskland     | 5     | 107-113 | 3     |
| Rumænien     | 5     | 113-135 | 2     |

| Dato | Kamp                 | Res.  |
| ---- | -------------------- | ----- |
| 3.6. | Spanien - Ungarn     | 25-20 |
| 3.6. | Sverige - Slovenien  | 22-17 |
| 3.6. | Danmark - Portugal   | 24-17 |
| 4.6. | Ungarn - Sverige     | 18-22 |
| 4.6. | Portugal - Spanien   | 18-24 |
| 4.6. | Slovenien - Danmark  | 19-19 |
| 5.6. | Spanien - Slovenien  | 24-16 |
| 5.6. | Sverige - Danmark    | 22-16 |
| 5.6. | Ungarn - Portugal    | 19-18 |
| 7.6. | Sverige - Portugal   | 26-21 |
| 7.6. | Danmark - Spanien    | 25-22 |
| 7.6. | Slovenien - Ungarn   | 19-24 |
| 8.6. | Portugal - Slovenien | 22-23 |
| 8.6. | Danmark - Ungarn     | 23-19 |
| 8.6. | Spanien - Sverige    | 19-22 |

| Gruppe B  | Kampe | Mål     | Point |
| --------- | ----- | ------- | ----- |
| Sverige   | 5     | 114-091 | 10    |
| Danmark   | 5     | 107-099 | 7     |
| Spanien   | 5     | 114-101 | 6     |
| Ungarn    | 5     | 100-107 | 4     |
| Slovenien | 5     | 094-111 | 3     |
| Portugal  | 5     | 096-116 | 0     |

Dermed gik Rusland, Kroatien, Sverige og Danmark videre til semifinalerne, mens de øvrige hold måtte tage til takke med at spille placeringskampe om placeringerne 5-12.

### Placeringskampe
| Kamptype           | Dato  | Kamp                  | Res.  |
| ------------------ | ----- | --------------------- | ----- |
| Kamp om 11.pladsen | 10.6. | Rumænien - Portugal   | 38-21 |
| Kamp om 9.pladsen  | 10.6. | Tyskland - Slovenien  | 28-18 |
| Kamp om 7.pladsen  | 10.6. | Hviderusland - Ungarn | 24-28 |
| Kamp om 5.pladsen  | 10.6. | Frankrig - Spanien    | 25-28 |

### Semifinaler
| Dato  | Kamp               | Res.  |
| ----- | ------------------ | ----- |
| 10.6. | Rusland - Danmark  | 29-20 |
| 10.6. | Sverige - Kroatien | 24-21 |

### Bronzekamp
| Dato  | Kamp               | Res.  |
| ----- | ------------------ | ----- |
| 11.6. | Kroatien - Danmark | 24-23 |

### Finale
| Dato  | Kamp              | Res.  |
| ----- | ----------------- | ----- |
| 11.6. | Rusland - Sverige | 21-34 |

### Medaljevindere
| Guld | Sølv | Bronze |
| Sverige | Rusland | Kroatien |
| Ola Lindgren Per Carlén Erik Hajas Jerry Hallbäck Stefan Lövgren Robert Andersson Pierre Thorsson Staffan Olsson Magnus Andersson Tommy Suoraniemi Mats Olsson Tomas Svensson Robert Hedin Magnus Wislander Martin Frandesjö | Andrej Antonevitj Dimitri Filipov Valerij Gopin Vjatjeslav Gorpisjin Oleg Grebnev Dimitri Karlov Oleg Kisseljev Vasili Kudinov Stanislav Kulintjenko Andrej Lavrov Pavel Sukossian Dimitri Torgovanov Igor Vassiljev | Zvonimir Bilic Patrik Cavar Darko Franovic Bruno Gudelj Vladimir Jelcic Nenad Kljaic Valter Matosevic Alvaro Nacinovic Ivica Obrvan Tonci Peribonia Goran Perkovac Iztok Puc Zlatko Saracevic Irfan Smajlagic Vlado Sola Ratko Tomljanovic |

## Kvalifikation
34 hold spillede om 11 ledige pladser ved slutrunden i Portugal. Holdene blev inddelt i syv grupper, hvorfra de syv gruppevindere og én toer kvalificerede sig til slutrunden. De øvrige seks toere spillede playoff-kampe om de sidste tre pladser.
Gruppekampene blev spillet i perioden 28. februar 1993 – 16. januar 1994.
| Gruppe 1  | Kampe | Mål     | Point |
| --------- | ----- | ------- | ----- |
| Danmark   | 8     | 230-140 | 13    |
| Rumænien  | 8     | 191-155 | 12    |
| Ukraine   | 8     | 165-156 | 9     |
| Slovakiet | 8     | 159-163 | 6     |
| Moldova   | 8     | 117-248 | 0     |

| Gruppe 2  | Kampe | Mål     | Point |
| --------- | ----- | ------- | ----- |
| Ungarn    | 8     | 182-142 | 12    |
| Slovenien | 8     | 189-149 | 10    |
| Norge     | 8     | 183-164 | 10    |
| Litauen   | 8     | 179-179 | 8     |
| Georgien  | 8     | 126-225 | 0     |

| Gruppe 3 | Kampe | Mål     | Point |
| -------- | ----- | ------- | ----- |
| Sverige  | 8     | 204-147 | 16    |
| Østrig   | 8     | 164-157 | 9     |
| Tyrkiet  | 8     | 176-159 | 8     |
| Estland  | 8     | 158-196 | 6     |
| Belgien  | 8     | 137-180 | 1     |

| Gruppe 4     | Kampe | Mål     | Point |
| ------------ | ----- | ------- | ----- |
| Kroatien     | 8     | 214-166 | 13    |
| Hviderusland | 8     | 234-186 | 11    |
| Island       | 8     | 200-173 | 11    |
| Finland      | 8     | 193-208 | 5     |
| Bulgarien    | 8     | 134-242 | 0     |

| Gruppe 5   | Kampe | Mål     | Point |
| ---------- | ----- | ------- | ----- |
| Tyskland   | 8     | 183-118 | 14    |
| Frankrig   | 8     | 185-157 | 13    |
| Holland    | 8     | 154-163 | 7     |
| Israel     | 8     | 156-192 | 3     |
| Grækenland | 8     | 149-197 | 3     |

| Gruppe 6 | Kampe | Mål     | Point |
| -------- | ----- | ------- | ----- |
| Spanien  | 8     | 235-141 | 15    |
| Polen    | 8     | 227-160 | 11    |
| Schweiz  | 8     | 225-166 | 10    |
| Letland  | 8     | 179-230 | 4     |
| Cypern   | 8     | 113-282 | 0     |

| Gruppe 7   | Kampe | Mål     | Point |
| ---------- | ----- | ------- | ----- |
| Rusland    | 6     | 169-101 | 12    |
| Tjekkiet   | 6     | 152-105 | 8     |
| Italien    | 6     | 116-117 | 4     |
| Luxembourg | 6     | 086-200 | 0     |

Danmark, Rumænien, Ungarn, Sverige, Kroatien, Tyskland, Spanien og Rusland kvalificerede sig dermed til slutrunden. Videre til playoff-kampene gik Slovenien, Østrig, Hviderusland, Frankrig, Polen og Tjekkiet.

### Playoff-kampe
Playoff-kampene om de sidste tre pladser ved slutrunden blev afviklet som dobbeltkampe (ude og hjemme) den 2. marts og 8./10. marts 1994. Hjemmeholdet i den første kamp er nævnt først, og den samlede vinder er fremhævet med fed skrift.
| Kamp                                                | Samlet | 1.kamp | 2.kamp |
| --------------------------------------------------- | ------ | ------ | ------ |
| Slovenien - Tjekkiet (a)                            | 38-38  | 19-16  | 19-22  |
| Polen - Frankrig                                    | 42-51  | 23-19  | 19-32  |
| Østrig - Hviderusland                               | 43-45  | 28-17  | 15-28  |
| (a) Slovenien videre pga. flest scorede udebanemål. |        |        |        |

Dermed gik Slovenien, Frankrig og Hviderusland videre til EM-slutrunden.

## Rangering
| Rang | Land         |
| ---- | ------------ |
| 1    | Sverige      |
| 2    | Rusland      |
| 3    | Kroatien     |
| 4    | Danmark      |
| 5    | Spanien      |
| 6    | Frankrig     |
| 7    | Ungarn       |
| 8    | Hviderusland |
| 9    | Tyskland     |
| 10   | Slovenien    |
| 11   | Rumænien     |
| 12   | Portugal     |